# 빔펠 K-13
빔펠 K-13 또는 AA-2 아톨(나토명)은 러시아의 구형 적외선 유도 단거리 공대공 미사일이다. 아톨은 사이드와인더를 역공학으로 베껴서 만들었다. 모양도 같다.
요즘 주로 판매되는 신형은 추력편향 기능이 있는 AA-11 아처 미사일이다. 미국 등 서방진영은 통일독일의 구동독 공군의 아처 미사일의 추력편향 기능에 놀랐으며, 이에 따라 사이드와인더 AIM-9X를 개발했다.
- AA-2 아톨 = 사이드와인더 AIM-9A/B/C/B/E/F/G/H/I/J/K/L/M/N/O/P/Q/R/S
- AA-11 아처 = 사이드와인더 AIM-9X, 추력편향 기능